# Sr. Wilson
Xavier Ojeda Serra, conocido artísticamente como Sr. Wilson (Granollers, ?), es un cantante de reggae español. El cantante se diferencia mucho del movimiento rastafari debido a que en sus letras critica a la política, al sistema de clases y la religión.

## Biografía
Las primeras incursiones de Sr. Wilson en la música empiezan en Cuenca en el año 2005 junto al veterano colectivo Jump’n’Jawah Sound, con los que empieza a trabajar conjuntamente en la creación de riddims y en la grabación de singles. 
En 2007 aparece ya el primer tema 'oficial' de Señor Wilson, «Jah Guide». 
En 2008 este joven singjay vuelve a Barcelona y es en ese momento cuando entra en contacto con Alex de Badalonians Sound, con el que empieza una buena relación de amistad. Sr. Wilson empieza entonces a acompañar a Badalonians Sound en casi todas sus sesiones a modo de toaster y realizando también pequeñas sesiones de micro al estilo deejay. 
Su primera maqueta, Temas sueltos 2007-2010 (2010), recopila los temas creados y grabados desde su llegada a Barcelona.

## Estilo
Sr. Wilson tiene una voz que le permite desde cantar melódico hasta rimar el hip hop de puño en alto, fiel con su crew y atento a los beats que se siguen segundo tras segundo. Ya sea por medio de «Chatty Chatty» o «Cambio de mentalidad», al igual que gracias a «Ahora sabes» o «Forget Me Not», este singjay, como él mismo se denomina en su portal oficial de Facebook, escribe algunas de las páginas más emocionantes del movimiento en su representación más actual y fervorosa. Según el propio cantante, aunque luchaba por la legalización de la marihuana, también había cosas más importantes de las que hablar en sus discos, desde el sistema de clases o la pobreza.

## Discografía

### Álbumes en solitario
- Temas Sueltos (2007-2010)[7]
- Good Man Style (New Beats/Kasba, 2012)[8]
- Sr. Wilson meets Genis Trani - Back to the Rub a Dub (Eterno Miusik, 2014)
- Paso firme (MAD91, 2015)
- Sr Wilson & The Island Defenders - 24/7 (La Panchita Records, 2017)

### Videos musicales
- Chatty Chatty
- Cambio de Mentalidad ft. Javi Kruger, Dekan
- Un Día Normal (Colaboración)
- Efecto Deseado (Colaboración)